# Université fédérale de Crimée
L'université fédérale de Crimée Vernadski est un établissement d'enseignement supérieur ukrainien situé en Crimée à Simféropol. Cette université a été fondée en 2014 sur la base de l'université nationale de Tauride; c'est l'une des meilleures en Russie pour les études médicales. L'université offre des aspects organisationnels, scientifiques et méthodologiques du processus éducatif liés au doctorat en médecine. Elle a une histoire centenaire avec un réseau d'installations de recherche et de production qui compte plus de 7 000 employés et plus de 32 000 étudiants, dont environ 3 000 étudiants internationaux de 54 pays,.
Elle doit son nom à l'académicien Vladimir Vernadski. Elle possède 23 unités académiques et non académiques et 12 succursales en Crimée, dont 10 académies et instituts, 7 collèges universitaires,  des filiales de recherche, des institutions scientifiques, etc. Sa devise est Nosce te ipsum.

## Histoire
L'université a été fondée par un décret du 3 septembre 1918 « sur l'établissement de l'université de Tauride ».
Avec l'ouverture en Crimée de nombreux établissement de cure, de convalescence et de soins, il est décidé en 1930 d'ouvrir une école supérieure de médecine. Celle de l'institut médical criméen intervient le 1er avril 1931.
L'université a fêté son centenaire le 14 octobre 2018,.
Le développement de nouveaux campus de l'université a commencé en août 2019.

## Structure
Établissements d'enseignement
- Université nationale de Tauride Vernadski (dont le collège universitaire, la bibliothèque scientifique et le centre de technologie numérique)
- Académie nationale de préservation de l'environnement et de construction balnéaire
- Succursale du sud de l'université agrotechnologique de Crimée (dont le collège universitaire de construction, d'architecture et de dessin industriel de Bakhtchissaraï, le collège agraire de Pribrejneskoïe, l'institut technique d'hydrologie et de mécanique agricole de Crimée)
- Académie pédagogique de sciences humaines de Yalta (dont l'institut de sciences sociales d'Eupatoria, l'institut pédagogique d'éducation et de management et le collège de sciences humaines et économiques)
- Institut d'économie de Crimée
- Institut de technologie informatique et polygraphique
- Université nationale de médecine Gueorguievski (dont le collège universitaire de médecine)

Organismes scientifiques
- Centre scientifique de Crimée
- Département de sismologie de l'institut de géophysique Soubbotine
- Centre scientifique et méthodologique de Crimée pour la gestion de l'éducation
- Branche de Crimée de l'Institut d'études orientales A.E. Krymski
- Institut supérieur de recherche et de design territorial Krymniiproïekt
- Station expérimentale de Crimée du Centre scientifique national Institut de médecine vétérinaire expérimentale et clinique
- Station de recherche sur les montagnes et les forêts de Crimée